# پسی
پْسی (Psi) (یونانی: پْسی، انگلیسی: سای) (بزرگ Ψ، کوچک ψ) ‏۲۳اُمین حرف الفبای یونانی است و در دستگاه شمارش یونانی مقدار ۷۰۰ را دارد. در یونانی، با اینکه این حرف صامت است می‌تواند در اول کلمه بیاید مانند «ψάρι»‏ [psári (=ماهی)]. 
حرف سای برای نمایش تابع موج در مکانیک کوانتم، معادله شرودینگر و نشان‌گذاری برا-کت به کار می‌رود: {\displaystyle \langle \phi |\psi \rangle }.
سای به عنوان نماد تابع چندگاما به کار می‌رود، به طوری که
{\displaystyle \psi _{n}(x)={\frac {d^{(n)}}{dx^{(n)}}}{\frac {\Gamma '(x)}{\Gamma (x)}}\,\!}
که در آن ({\displaystyle \Gamma (x} تابع گاما است.
حرف سای در موارد زیر نیز به کار می‌رود:
- در ریاضیات به عنوان نماد عدد ابرطلایی و برابر ۱٫۴ به کار می‌رود که از معادله x³ = x² + 1 به دست می‌آید.
- پتانسیل آب در حرکت آب بین سلول‌های گیاهی.
- تابع بخار در مکانیک سیالات که نشان می‌دهد سرعت جریان همواره مماس است.
- سیاره نپتون
- مزون خی-سای در ذرات بنیادی.
- عرض ژئوسنتریک در ژئودزی و مهندسی نقشه‌برداری را نشان می‌دهد.

| الفبای یونانی | الفبای یونانی | الفبای یونانی | الفبای یونانی | الفبای یونانی | الفبای یونانی | الفبای یونانی | الفبای یونانی | الفبای یونانی | الفبای یونانی | الفبای یونانی | الفبای یونانی | الفبای یونانی | الفبای یونانی | الفبای یونانی | الفبای یونانی | الفبای یونانی | الفبای یونانی | الفبای یونانی | الفبای یونانی | الفبای یونانی | الفبای یونانی | الفبای یونانی | الفبای یونانی |
| ------------- | ------------- | ------------- | ------------- | ------------- | ------------- | ------------- | ------------- | ------------- | ------------- | ------------- | ------------- | ------------- | ------------- | ------------- | ------------- | ------------- | ------------- | ------------- | ------------- | ------------- | ------------- | ------------- | ------------- |
| Αα            | Ββ            | Γγ            | Δδ            | Εε            | Ζζ            | Ηη            | Θθ            | Ιι            | Κκ            | Λλ            | Μμ            | Νν            | Ξξ            | Οο            | Ππ            | Ρρ            | Σσς           | Ττ            | Υυ            | Φφ            | Χχ            | Ψψ            | Ωω            |
|               |               |               |               |               |               |               | Ϝϝ*           | Ϛϛ*           | Ͱͱ*           | Ϻϻ*           | Ϙϙ*           | Ϟϟ*           | Ͳͳ*           | Ϡϡ*           | Ϸϸ*           |               |               |               |               |               |               |               |               |